# Библиотека фантастики
Библиотека фантастики — межиздательское подписное издание в 24 томах, выпускавшееся несколькими издательствами СССР и России в 1986—1997 годах. Полностью составлена из переизданий.
К 1992 году оказалась незавершённой (тома выходили не по порядку, не были изданы т.т. 8, 10, 12, 13, 21, 24). После распада страны серию продолжило и завершило издательство «Дружба народов», — так что из запланированных 24 томов серия получилась в 30 книгах и отличающаяся от первоначального плана (в серии вышел даже не имеющий к фантастике отношения исторический роман И. А. Ефремова «Таис Афинская»).
Подготовкой и изданием руководил редакционный совет, в который входили А. П. Казанцев (председатель), Ю. Т. Грибов, Д. А. Жуков, В. П. Карцев, А. П. Кулешов, А. А. Леонов, Н. П. Машовец, Е. И. Парнов, Л. В. Ханбеков (к моменту расформирования в 1991 году – А. П. Казанцев, Д. А. Жуков, А. П. Кешоков, А. П. Кулешов, А. А. Леонов, Е. И. Парнов).
Книги вышли в следующей последовательности: тома 19, 1, 2, 20, 16, 5, 9, 23, 6, 3, 17, 7, 4, 18/1, 22, 15, 11, 18/2, 14, 24, 8/1, 8/2, 10/1, 10/2, 12/1, 12/2, 13, 21/1, 21/2, 10/3.

## Изменения в серии
Оказались не изданы объявленные в разное время к выходу в серии пять томов:
- Стругацкие А. и Б. «Обитаемый остров» — «Жук в муравейнике» — «Волны гасят ветер». Объявлялся к выходу в издательстве «Советский писатель» как том 10, книга 1 в 1992 году (первоначально анонсировались «Обитаемый остров» — «Малыш»);
- Биленкин Д. Рассказы — Михайлов В. «Дверь с той стороны». Объявлялся как том 12 в издательстве «Детская литература» в 1990 году;
- Войскунский Е., Лукодьянов И. «Незаконная планета» — Шалимов А. Рассказы. Объявлялся как том 13 в 1996 году;
- Английская фантастическая проза. Объявлялся как том 21 в 1991 году;
- Фантастическая проза социалистических стран. Объявлялся как том 24 в издательстве «Мир» в 1987 году.

Вначале анонсированы были также:
Адамов Г. — «Тайна двух океанов» (том 8); 
Абрамов А. и Абрамов С. — «Всадники ниоткуда», Немцов В. — «Золотое дно» (том 11); 
Саймак К. «Заповедник гоблинов» — Шекли Р. «Путешествие в послезавтра» (том 21).
Анонсировались, но не были изданы: 
в т. 22 – Абэ К. «Четвёртый ледниковый период», 
в т. 23 – Буль П. «Планета обезьян» и Карсак Ф. «Львы Эльдорадо».